# Список персонажей аниме и манги «Чобиты»
В этой статье собрана информация об основных персонажах манги, аниме, Drama CD и видеоигр «Чобиты».
Фамилии героев указываются после имён, согласно европейской, а не азиатской традиции. Приоритет при именовании персонажей отдан официальному переводу манги компанией «Палма Пресс».

## Люди

### Хидэки Мотосува
Хидэки Мотосува (яп. 本須和 秀樹 Мотосува Хидэки)

Главный герой «Чобитов», высокорослый парень с каштановыми волосами. На начало манги ему 19 лет (в аниме — 18). В аниме переезжает в Токио из провинции, где до этого жил с родителями на ферме. В манге переезд состоялся примерно за полгода до начала истории. Днём Хидэки учится на подготовительных курсах, чтобы повторить попытку поступить в колледж. Вечером работает в японском пабе и сам обеспечивает себя деньгами.
Хидэки эмоционален, склонен к переживаниям за окружающих, регулярно впадает в глубокие размышления, незаметно для себя проговаривая свои мысли вслух. Этим мыслям случается затрагивать и щекотливые темы (например, его мнение о девушках). Замечая за собой такие случаи, Хидэки конфузится, и бывает, что его дразнят или разыгрывают Юми или Симидзу. Монологи Хидэки во многом способствуют раскрытию персонажа и позволяют читателю или зрителю сопереживать ему не в пример сильнее, чем обычным жалким героям-ронинам. Обозреватель Anime News Network в продолжение этой мысли в качестве «проигрывающего» примера приводит главного героя «Love Hina».
Персокома Ти находит именно Хидэки, так что его считают её владельцем. Сам он плохо ориентируется в высоких технологиях, не знает, что требуется или что обычно можно ожидать от персокома. Хидэки нравится внешность Ти, но ни в чём остальном в её отношении он поначалу не уверен. Заметные для Хидэки симпатии к нему проявляет не только Ти, и кроме того, в историях других героев «Чобитов» Хидэки видит пищу для размышлений об отношениях персокомов и людей. После находки, Хидэки живёт в общем обычном для себя режиме, однако чувствует ответственность, старается предостерегать Ти от бед и ошибок, а также обучает её нужным для жизни и общения знаниям. Он всячески заботится о Ти и переживает за неё.
С развитием истории в попечение Хидэки попадают также персокомы Сумомо и Котоко.
Остальные герои видят в Хидэки хорошего человека. Иногда в своих комментариях они, несколько задевая, заходят на поле неустроенности его личной жизни, и вообще многие комедийные ситуации в «Чобитах» связаны с темой коллекции эротических журналов Хидэки, его фантазиями и чувствами, и, если брать шире, с темами эротики и отношений между полами.
Сэйю: Томокадзу Сугита.

### Хирому Симбо
Хирому Симбо (яп. 新保 弘 Симбо Хирому)

Хирому Симбо c Сумомо на плече

В аниме Хирому Симбо — парень, занимающий соседнюю комнату общежития, в котором поселяется Хидэки. Они вместе посещают одни и те же занятия для подготовки к повторной попытке поступления в колледж. В манге их знакомство уже в прошлом и не показывается, Симбо живёт не в общежитии.
Симбо приветлив, рассудителен, добросердечен. Владеет персокомом Сумомо, хорошо разбирается в технике, консультирует Хидэки по поводу обращения с персокомами и знакомит его с Минору, своим знакомым и другом. В начале и конце томов английской версии манги от Tokyopop приводятся подписанные Минору и Симбо e-mail-сообщения друг другу, в которых высказываются их мнения о происходящих событиях.
Помимо роли хорошего друга Хидэки, участвует в истории, развивающейся параллельно отношениям Хидэки и Ти. Симбо и Симидзу (учительница в подготовительной школе) оказываются вовлечены в романтические отношения. В некоторый момент повествования Симбо встречает печальную Симидзу на улице и узнаёт, что её собственный муж забыл о ней в увлечении своим персокомом. Влюбляясь, Симбо позже уезжает с ней на горячие источники и добивается её руки. Эта история служит одним из примеров для размышлений Хидэки о своих чувствах к персокому Ти. Ближе к концу аниме, Симбо ободряет Хидэки, говоря, что не имеет ничего против искренне влюбляющихся в персокомы, но терпеть не может тех, кто играет чужими чувствами.
После прояснения ситуации с Симидзу, Симбо возвращается, чтобы помочь Хидэки в поисках пропавшей Ти.
Сэйю: Томокадзу Сэки.

### Юми Омура
Юми Омура (яп. 大村 裕美 О:мура Юми)

Девушка немного моложе Хидэки. Знакомая Хидэки по работе в японском пабе, обращается к нему на «сэмпай». В аниме показывается их знакомство: Хидэки, по совпадению искавший работу, оказался облит водой зазевавшейся перед пабом Юми, после чего та настояла на том, чтобы помочь ему просушить одежду внутри. После этого его заметил и взял на работу отец Юми, владелец паба. В манге отца Юми среди действующих персонажей нет, как нет и указаний на то, чтобы Юми жила в том же здании, где находится паб.
В начале истории, Юми непосредственна и обычно весела, но всякое упоминание человекоподобных персокомов в её присутствии заметно для окружающих её удручает. Хидэки находит её привлекательной, борясь с собой, когда в её присутствии ему в голову приходят пошлые мысли. Имея манеру незаметно для себя проговаривать свои рассуждения вслух или иначе демонстрируя предсказуемую для Юми реакцию, Хидэки не раз попадает в неловкие положения. Сама Юми не возражает, ценит компанию Хидэки и получает видимое удовольствие от возможностей подразнить смущающегося сэмпая. Из персокомов Юми предпочитает мобильный вариант с самыми базовыми функциями.
История Юми является ещё одним поводом для раздумий Хидэки. Как выясняется во второй половине «Чобитов», в прошлом Юми влюбилась во владельца её предыдущего места работы, Хироясу Уэда, и чувства оказались взаимными. Тогда, в последней момент ей стало известно о произошедшей ещё раньше истории любви Уэды к персокому. Юми оказалась невыносима мысль, что её избранник неизбежно придёт к тому, чтобы сравнивать её и персоком, и сравнение окажется не в её пользу. Юми исходит из того, что все персокомы созданы быть и красивыми, и умными, и множество людей приходят от них в восторг. На протяжении «Чобитов» до раскрытия её прошлого, Юми время от времени делится своими взглядами с общей идеей, что не очень нужны оказываются чувства к живым людям и сами люди, когда в мире много персокомов, готовых ответить всем запросам.
Ти и Хидэки не остаются безучастны. Их помощь в приведении чувств Юми и Уэды в порядок позволяет тем выяснить отношения и продолжить встречаться с новой уверенностью друг в друге.
Сэйю: Мэгуми Тоёгути.

### Хироясу Уэда
Хироясу Уэда (яп. 植田 弘康 Уэда Хироясу)

Хироясу Уэда и персоком Юми.

Молодой на вид мужчина тридцати девяти лет, добродушный и задумчивый, хотя временами нерешительный. Окончил колледж, десять лет проработал помощником пекаря, во время описываемых в «Чобитах» событий работает в собственной кондитерской, открытой за семь лет до начала повествования. Принимает на работу Ти. В манге за какое-то время до начала «Чобитов» в его кондитерской подрабатывал и Хидэки.
Во время поисков пропавшей Ти, Уэда рассказывает Хидэки, не прекращающему ломать голову над отношениями людей и персокомов, собственную историю. Всерьёз полюбив купленного для помощи по магазину персокома не очень современной модели, Уэда не обращал внимание на официальные запреты и сыграл с ней свадьбу. Единственным поводом для колебаний, по его словам, был вопрос, сможет ли он сделать её счастливой. От начала и до конца, как настаивает Уэда, его персоком не был для него чем-то, кроме личности. Поломка из-за износа под эмоциональными нагрузками и из-за дорожного происшествия персокома — в его представлении стала ни чем иным, как смертью его жены, невосполнимой утратой.
Также зрителю/читателю показывается в продолжении ретроспектив событий, что Юми Омура, которая не сразу узнала об истории Уэды, работала в его кондитерской, и между ними возникли чувства. Вскоре после признаний вскрылось всё, включая то, что бывшую жену Уэды тоже звали Юми. Юми Омура охватил страх, а Уэде не хватало смелости попытаться прояснить ситуацию и казалось, что как человек в возрасте он не вправе навязывать свои чувства другим.
Ти участвует в исправлении длившейся с тех пор ситуации со стороны Уэды тем, что пытается понять для себя чувства привязанности и любви, задавая ему различные вопросы о своих отношениях с Хидэки, о своих чувствах и о печальном опыте Уэды. С помощью Ти и Хидэки, Уэда и Юми начинают встречаться снова.
Сэйю: Юдзи Уэда.

### Минору Кокубундзи
Минору Кокубундзи (яп. 国分寺 稔 Кокубундзи Минору)

Мальчик-вундеркинд, сын богатых родителей, живёт один в особняке. Меланхоличен, собран, ответственен и серьёзен. Эксперт в области персокомов и впервые встречается с Хидэки и Ти, как человек, имеющий больше шансов установить истинную природу Ти, по предложению общего знакомого, Симбо.
Владелец персокома Юдзуки и четырёх безымянных персокомов-горничных. Юдзуки является несерийным персокомом с нестандартными оборудованием и программным обеспечением.
История Минору также затрагивает отношения людей и персокомов. Как он признаётся Хидэки, Юдзуки создана им, чтобы быть копией сестры Минору. Сестра была ближайшим для него человеком в семье, и её потерю Минору пережил с большим трудом. Несмотря на успех плана создать персокома, похожего на сестру, за каждым радостным моментом от общения с ней Минору преследует печаль, так как чувства и действия Юдзуки — результат его же программирования, а не любовь сестры. Из этих соображений он советует Хидэки не влюбляться в персокома.
Конфликт разрешается, когда Минору видит искреннее беспокойство Хидэки за Ти, формально бесспорно являющуюся персокомом. Тогда он отказывается от желания максимально приблизить персокома к своим воспоминаниям о сестре и осознаёт свои чувства именно к Юдзуки.
В ходе основной истории «Чобитов», Минору отвечает за поиски информации о чобитах и Ти в Сети. Именно Минору приходят несколько сообщений от неизвестного отправителя, вложенные в которые изображения подталкивают героев к новым направлениям в поисках.
Сестру Минору в «Чобитах» можно видеть только на фотографиях. В «Angelic Layer» её зовут Каэдэ Сайто, и она является действующим персонажем.
Сэйю: Хоко Кувасима.

### Итиро Михара
Один из главных героев аниме «Angelic Layer». В «Чобитах» упоминается, как изобретатель персокомов, но не показывается даже на своих фотографиях. В прошлом, муж Титосэ Хибии и президент компании по производству детских игрушек «Angelic Layer», высокий мужчина с тёмными волосами, носящий очки.
Познакомился с будущей женой в исследовательской лаборатории. Ради неё создал сначала Фрею, а потом и Эльду, назвав их «чобитами» (~ «малышками»). По манге, узнав, что стал избранником Фреи, ответил ей, что у него уже есть избранница — его жена. Вскоре после трагедии Фреи умер. Перед смертью взял с жены обещание, что та не будет вмешиваться в личную жизнь «детей», Эльды и Фреи.

### Титосэ Хибия
Титосэ Хибия (яп. 日比谷 千歳 Хибия Титосэ).

Хозяйка доходного дома, в котором Хидэки снимает комнату. Живёт в нём же, в отдельной комнате на первом этаже. Хибия — молодая одинокая женщина, потерявшая своего мужа. В аниме в этом же общежитии живёт и Симбо.
Хозяйка доброжелательна, спокойна, вежлива и внешне невозмутимо воспринимает приключения, в которые попадают Хидэки и Ти. Хибия следит за порядком и чистотой (это входит в обязанности домоуправляющего), неоднократно показывается в аниме и манге с метлой в руках во дворе общежития. Хидэки находит её внешность привлекательной. Он доверяет ей, обращается в случае некоторых трудностей и принимает от неё помощь, в том числе предложение поделиться разной повседневной одеждой для Ти.
По ходу «Чобитов» Титосэ иногда заговаривает с Ти так, как будто хорошо знает её. В аниме помимо этого, Хибия проявляет участие, помогая Ти и Хидэки с их трудностями и в некоторых добавленных в аниме сюжетных линиях-филлерах.
Уже с развитием истории проясняется, что Хибия была замужем, но овдовела. Её мужем был изобретатель персокомов и создатель чобитов: Эльды (Ти) и Фреи — продвинутых персокомов, которые должны были заменить неспособной иметь детей Хибии дочерей. Не афишируя своё авторство, Хибия пишет и публикует серию книг с картинками, которые попадают на глаза Ти и своим сюжетом подталкивают ту к осознанию тех или иных вещей. Иначе чем книгами, вмешиваться в отношения Ти и Хидэки до последнего момента истории «Чобитов» Хибия себе не позволяет в связи с обещанием мужу. Тем не менее, она пристально следит за происходящим и иногда делится наблюдениями, обращаясь к своему умершему супругу.
Сэйю: Кикуко Иноуэ.

### Такако Симидзу
Такако Симидзу (яп. 清水 多香子 Симидзу Такако)

Учитель подготовительной школы, в которую ходят Хидэки и Симбо. Весёлая, находчивая и остроумная замужняя женщина. Не является исключением в ряду других героинь в том, что кажется Хидэки привлекательной.
Когда Хидэки случается впадать в раздумья или засыпать прямо на занятиях, его «возвращение с небес на землю» всякий раз является комической ситуацией.
В ходе истории показывается происходящий в жизни Симидзу переломный момент. Ей становится понятно из домашнего происшествия, что её муж настолько увлёкся своим персокомом, что полностью забыл о ней. Узнавший об этом Симбо признаётся в любви упавшей духом и потерявшей веру в людей Симидзу. Доказывая серьёзность своих намерений, Симбо увозит её на горячие источники и дожидается, пока она оттает и согласиться выйти за него. Хидэки оказывается не в курсе происходящего, практически безучастным свидетелем, и высказывает претензию только по этому поводу: просит впредь не держать проблемы в тайне и в будущем не сбрасывать его со счетов при всей маловероятной способности помочь.
Сэйю: Рёка Юдзуки.

### Ёсиюки Кодзима
Ёсиюки Кодзима (яп. 小島 良由起 Кодзима Ёсиюки)

Хакер с ником «Стрекоза» (англ. Dragonfly, яп. ドラゴンフライ дорагонфураи). Заочный оппонент Минору в спорах в сетевом общении, скупо описывается Минору и Симбо во время поисков Ти, похищенной «Стрекозой».
Причиной похищения, как он рассказывает Ти, стал интерес к персокому-загадке. «Стрекоза» подключает Ти к кластеру из более чем двух десятков собственных несерийных персокомов в попытке взломать её программную защиту. Когда, в предвкушении, он распускает руки, вмешивается Фрея.
Событие совпадает по времени с тем, что Хидэки с друзьями находят дом «Стрекозы». После этого они забирают у «Стрекозы» Ти и его мобильный персоком Котоко, хранящий компрометирующую «Стрекозу» информацию о факте похищения, обещая обратиться в полицию, если тот даст хоть один повод. После этого «Стрекоза» практически не участвует в истории «Чобитов». К его помощи прибегают, чтобы общими усилиями попытаться взломать Национальный банк данных в поисках подсказок, информации о чобитах, в связи с исчерпанностью других источников информации. Также, он появляется в эпизодической роли в 5-й главе Drama CD.
Сэйю: Дзюнъити Сувабэ.

## Чобиты
Чобитами, согласно сюжету одноимённого произведения, называют некую экстраординарную серию персокомов. Их существование не считается подтверждённым фактом, и для широкого круга людей, живущих в рассматриваемом вымышленном мире, чобиты существуют на правах урбанистической легенды.
В одном из эпизодов манги Хибия поясняет, что никаких архитектурных отличий Чобитов от других персокомов нет.

### Ти
Ти (яп. ちぃ Ти:).

Главная героиня «Чобитов». Персоком, внешне похожий на юную девушку маленького роста с длинными волосами цвета платины, с бело-розовыми персокомовыми «ушками», скрывающими технологические разъёмы и кабели подключения к внешним устройствам. Другие герои отмечают привлекательность её внешности.
Практически в самом начале истории Хидэки находит выключенную Ти лежащей на улице в груде мусора и относит её домой, воодушевлённый находкой. Имя «Ти» даёт тоже Хидэки — такой звук по любому поводу издавал после включения найденный персоком.
У Ти нет заводских или иных меток производителя, а обычные методы диагностики не дают ясных результатов. Симбо (друг Хидэки), а затем и Минору (знакомый Симбо) заключают, что Ти — необычный персоком, довольно скоро обращая внимание на её высокие способности к обучению. В манге и аниме показывается, что, подбирая Ти, Хидэки не замечает выпадение некоторого диска с данными. Активированная Ти оказывается лишена как воспоминаний, так и разнообразных знаний о быте и жизни, не может общаться и развивается с некоторого базового уровня на глазах зрителя (читателя) и героев произведения.
Развивающаяся Ти демонстрирует привычку говорить простыми предложениями, обращаться к себе не на местоимения, а по имени, в третьем лице. Всё время сохраняется манера использовать «чии» в качестве междометий. Ти многого не знает или не понимает и задаёт множественные вопросы окружающим на незнакомые ей, как тривиальные, так и сложные, темы из разных областей.
С момента активации, Ти демонстрирует послушание и привязанность к Хидэки. С приобретением новых знаний эта привязанность не уходит, но осмысляется в желание заботиться, быть рядом и далее в серьёзное чувство.
Правду о прошлом Ти знают лишь несколько героев истории. Эта правда не оглашается до развития кульминации.
В некоторый момент внимание Хидэки и особенно Ти привлекает появляющаяся в продаже многосерийная книга в картинках, «Город, в котором никого нет» (яп. だれもいない町 даре мо инай мати). С новыми выпусками этой загадочной книги, то, что её сюжет представляет собой иносказательное описание ситуации, в которой находятся Ти и Хидэки, становится всё более очевидным для Хидэки. Ти скорее примеряет ситуацию на себя и вслед за героями книги начинает осознавать желание найти «Того, кто предназначен для меня» (яп. アタシだけのヒト атаси дакэ но хито), в английском переводе — «The person just for me». Вкратце, за этим обозначением скрывается человек, взаимная любовь к которому подлинна со всеми его достоинствами и недостатками.
Авторство книг в картинках принадлежит Хибии, но практически до конца истории это остаётся секретом.
Помимо влияния книг, Ти и только она общается с кем-то, кто выглядит как её нематериальная копия, хорошо её знает, и чей образ время от времени появляется перед Ти. Личность этой «копии» также проясняется только спустя длительный отрезок повествования, ближе к его концу, но она даёт советы, предостережения и сверхъестественным образом вмешивается в происходящее, если Ти угрожает серьёзная опасность.
Когда вскрываются все подробности прошлого Ти, выясняется, что до встречи с Хидэки её звали Эльда, у неё есть «сестра» Фрея, а Титосэ Хибия приходится им мамой. И именно в прошлом этих героев кроется разгадка причин пристального внимания к Ти правительственных персокомов Дзимы и Диты.
С концом истории «Чобитов» Ти и Хидэки признаются друг другу в любви.
Сэйю: Риэ Танака.

### Фрейя
Фрейя (яп. フレイヤ Фурэия)

Персоком, внешне идентичный Ти. Имя Фрейи практически до самого конца истории остаётся неизвестным. Сама Фрейя появляется в виде нематериального образа перед Ти, обращаясь к ней с наставлениями и ответами на некоторые вопросы, в том числе насчёт чувств к Хидэки. В ходе развития истории «Чобитов» дважды вмешивается, когда Ти угрожает потеря данных. Ближе к концу «Чобитов» Ти узнаёт от Фрейи их общую историю семейной жизни.
История Фрейи рассказывается в преддверии развязки «Чобитов». Выясняется, что муж неспособной иметь детей Хибии, Михара, являлся изобретателем персокомов и создателем технологически продвинутой Фрейи, ставшей дочерью для семейной пары. Такое имя для дочери выбрано Хибией.
Со временем, помимо любви дочери к родителям, у Фрейи возникло чувство, что её отец является её избранником, «Тем, кто предназначен для меня». С безответной любовью и нежеланием ранить родителей она стала грустнеть. По просьбе Хибии, заметившей внешнее проявление страданий Фрейи, была создана «сестра» Эльда (будущая Ти), второй персоком-чобит. Несмотря на радость появившейся сестре, Фрейя продолжала постепенно угасать, разрушаться и терять волю к жизни.
В последние минуты жизни Фрейи вмешалась Эльда с приглашением внутрь себя и обещанием оберегать, хранить свою любимую сестру и её ценные воспоминания. С этого момента Фрейя начинает существовать в скрытом виде в теле Эльды, большую часть времени ничем себя не выдавая.
В дальнейшем, истории манги и аниме несколько различаются.
В манге…
Сохранение Фрейи в Эльде не является секретом для их родителей. Эльда запускает процесс удаления собственных воспоминаний и данных, просит в будущем держать в тайне от неё её старую жизнь и дать шанс самостоятельно найти «Того, кто предназначен для меня» без риска повторить судьбу Фрейи.
Перед развязкой в манге Фрейя вмешивается, чтобы окончательно удостовериться в чувствах Хидэки к Ти.
В аниме…
Произошедшее сохранение Фрейи от полного исчезновения оказывается тайной для родителей. Данные Эльды о её прежней жизни уничтожаются Хибией для того, чтобы Эльда могла найти «Того, кто предназначен для меня» самостоятельно.
Судьба Фрейи открывается Хибии в развязке сюжета аниме. Когда Ти слышит признание в любви от Хидэки, она запускает вложенную по сюжету аниме для этого случая в Эльду специальную программу (см), но исчезает, не закончив выполнение: Ти не решается остаться с Хидэки, сознавая неспособность осуществить все его желания.
Фрейя, оставшаяся в опустевшем теле Ти, рассказывает всю правду Хибии и Хидэки и просит у Хибии избавления от страданий. После стирания данных Фрейи, бездушный персоком уходит вслед за своей хозяйкой.
Хидэки просит прощения за то, что плохо понимал Ти и не смог до конца объяснить ей в чём же заключается счастье, что счастье заключается в том, чтобы быть рядом с любимыми, и что любые тяготы вместе не сравнить с болью от разлуки. У персокома текут слёзы, в его теле вновь обретается Ти, а специальная программа заканчивает своё выполнение.
Сэйю: Риэ Танака.

### Эльда
Эльда (яп. エルダ Эруда)
Второй персоком-чобит. Об Эльде рассказывается ближе к концу аниме/манги «Чобиты». Эльдой звали персокома, известного как Ти, до того, как этот персоком попал к Хидэки.
История Эльды показана в ретроспективах событий прошлого: события происходили до момента начала манги или аниме. Часть истории демонстрируется зрителю/читателю в виде рассказа Фреи (см), предназначенного для Ти. Другая часть извлекается из того, что Хибия рассказывает Хидэки. Среди прочего, из демонстрируемых событий видно, что Эльда не говорит о себе в третьем лице, в отличие от Ти.
Связь Эльды с семьёй разрывается в связи с трагической судьбой Фреи, и Эльда самостоятельно (то есть без очевидных вмешательств семьи) ищет «Того, кто предназначен для меня».
Расположение специфического персокомовского «выключателя» у Эльды, а следовательно и у Ти, таково, что интимная близость вызовет уничтожение всех накопленных персокомом данных. Герои аниме/манги, которым известен этот факт, отмечают, что он является ещё одним барьером, трудностью в поисках «Того, кто предназначен для меня». По их соображениям, неспособность выполнить такое желание потенциального избранника может разочаровать последнего. Хидэки такая особенность Ти не отталкивает.
Перед тем, как Эльда была отпущена на самостоятельные поиски, её отец и создатель установил специальные программы, содержание которых ясно не для всех героев. И в манге, и в аниме, впрочем, показывается их назначение. Если Ти (Эльду) всё же постигнет судьба Фреи, то есть избранный «Тот, кто предназначен для меня» найдётся и не ответит взаимностью, то запустится спецпрограмма, соединяющая Ти со всеми персокомами в мире. Эта программа лишит всех персокомов, по соображениям создателя оказывающихся неудавшимся опытом, способности различать всех, кто их окружает. Подозрения в потенциальной опасности такого рода, исходящей от Эльды, заставляют пару правительственных персокомов (Дзиму и Диту) Эльду преследовать и пытаться предотвратить запуск программы.
В аниме-версии «Чобитов» в системе Ти (Эльды) дополнительно устанавливается ещё одна специальная программа. Эта программа в случае удачи поисков «Того, кто предназначен для меня» предположительно даст всем персокомам мира способность любить.
Соответственно, в развязке оригинальных историй «Чобитов» первая из программ не выполняется. Вторая, в аниме-версии, выполняется.
Сэйю: Риэ Танака.

## Персокомы
Персокомами в мире «Чобитов» называют дорогостоящие высокотехнологичные устройства, схожие по функциональности с компьютерами реального мира рубежа XX—XXI веков. Наиболее продвинутыми и мощными являются внешне напоминающие человека персокомы-роботы. Такие персокомы могут выполнять как обычные компьютерные задачи: вычисления, хранение и поиск информации, обмен электронной почтой, работу в интернете и т. д. — так и, например, могут следить за хозяйством, готовить еду, работать продавцами и выполнять прочие бытовые и социальные функции. Для работы и выполнения различных задач персокомам требуется определённое программное и аппаратное обеспечение. В целях защиты от неавторизованного использования предусмотрена защита доступа паролем. Мобильные версии персокомов функционально ограничены, но компактны.
Слово «персоком» (яп. パソコン пасокон) это японский эквивалент сокращения PC, от «Персональный компьютер» (яп. パーソナルコンピューター па:сонару компю:та:).
В истории «Чобитов» упоминаются специализированные магазины, торгующие персокомами, в манге есть эпизод с рекламой новой модели от некоторой фирмы-изготовителя.
Распространена следующая система: в специфических, выделяющих персокомов из массы настоящих людей, дополнительных «ушках» на голове персокомов скрываются разъёмы и кабели подключения к внешним устройствам. Прямым текстом используемые в мире «Чобитов» стандарты подключений не называются, однако в манге упоминался USB-порт.

### Юдзуки
Юдзуки (яп. 柚姫)

Несерийный персоком, принадлежащий Минору. Создана быть копией старшей сестры владельца, умершей от болезни за два года до событий художественного произведения. По воле Минору обладает продвинутым аппаратным обеспечением, снабжена самообучающимся программным обеспечением и набором данных, отражающих представление о манерах поведения и о личности его сестры. Спокойна, вежлива, обращается к людям с использованием гоноратива «-сама».
В диалогах Юдзуки с Минору и Ти показывается, что Юдзуки серьёзно относится к своей задаче стать заменой умершей сестры, но печалится, ощущая своё несовершенство, как персокома.
Дважды за время истории «Чобитов» — при попытке доступа к Ти и при попытке взлома Национального банка данных — с ответными реакциями этих систем терпит собственные системные сбои с потерей части данных. Второй сбой совпадает по времени с разрешением противоречивости в чувствах Минору и отказом от идеи сделать из Юдзуки копию сестры.
Сэйю: Фумико Орикаса.

### Сумомо
Сумомо (яп. すもも)
Мобильный персоком Симбо. Похожа на одетую в восточные одежды девушку. Серийный образец, доведённый до ума самим Симбо. Первый мобильный персоком, который видит Хидэки. В ходе истории функционально используется для мобильной связи, доступа в интернет, хранения данных, а также как будильник и как GPS-навигатор.
Образ Сумомо полон энергии и энтузиазма. Суетливостью, шумностью, склонностью требовать похвал за удачное выполнение задач Сумомо может напоминать Керо-тяна из другой манги той же студии, Cardcaptor Sakura. Показывает способность своим непринуждённым поведением быстро вывести из себя другой мобильный персоком, Котоко.
Сумомо участвует в ряде главных событий истории «Чобитов», переходя на время в попечение Хидэки примерно в тот момент, когда у Симбо завязываются романтические отношения с Симидзу и те уезжают из города.
Сумомо является ведущим персонажем заглавных треков всех пяти Drama CD «Чобитов», причём и в конце основных историй Drama CD в каждой из происходящих бесед сэйю ведущая роль принадлежит именно сэйю Сумомо.
В англоязычной адаптации манги Сумомо зовут Plum (Плам).
Сэйю: Мотоко Кумай.

### Котоко
Котоко (яп. 琴子)

Несерийный мобильный персоком «Стрекозы». Размером совпадает с Сумомо. Переходит в руки главных героев после того, как похищенную Ти находят у «Стрекозы», так как выясняется, что она запрограммирована говорить только правду и владеет доказательствами умысла «Стрекозы» в похищении Ти.
Также, запрограммирована исследовать окружающий мир при нахождении в режиме ожидания. Старается держаться достойно, неоднократно вслух рассуждает о собственном несчастии из-за несправедливостей и незаслуженно унижающих её моментов. Отпускает критические комментарии в адрес окружающих. Отношение к Сумомо близко к сдержанному антагонизму, Котоко демонстрирует неудовольствие поведением и логикой мышления той.
Сэйю: Юкана Ногами.

### Дзима
Дзима (яп. ヂーマ Дзи:ма)

Продвинутый персоком. Показывается эпизодически и не вмешивается в происходящие с остальными героями события практически до самого конца «Чобитов». Цели и происхождение становятся известны тоже не сразу. Показывается в диалогах с компаньонкой и проявляет уверенность в себе и своеволие.
Как со временем выясняется, Дзима является Национальным банком данных и формально вместе с Дитой преследует цель остановить Ти, предотвратить запуск некой программы, в Ти заложенной. В эпизодах с участием Дзимы показывается, как на вопросы Диты он отвечает, что активно занят поисками, и всё ещё не установил местонахождение Ти. В то же время, в дальнейшем развитии сюжета, Минору, Юдзуки и «Стрекоза» взламывают Дзиму, получая кратковременный доступ к его данным. При этом им удаётся обнаружить в Дзиме в том числе те же файлы, которые до того приходили на электронную почту Минору от неопознанного адресата: изображения, подталкивавшие героев к новым идеям.
Дита узнаёт местоположение Ти, когда напрямую соединяется с Дзимой для активной защиты того от взлома.
Во время кульминации развязки событий Дзима вмешивается и мешает Дите остановить Ти, объясняя это верой в то, что их общий создатель мог желать своим «детям» только счастья. В аниме эта вера конкретизируется в виде высказанного желания увидеть дальнейшую судьбу сложившейся пары Ти и Хидэки.
Сэйю: Иссин Тиба.

### Дита
Дита (яп. ディタ)

Правительственный персоком, сопровождающий Дзиму. Также поначалу появляется как персонаж неясной природы, преследующий неясные цели.
В диалогах с Дзимой излагает свою миссию по его защите и демонстрирует решимость покончить с вероятной угрозой, исходящей от Ти. Проявляет беспокойство за Дзиму и нетерпеливо дожидается, когда тот обнаружит Ти, чтобы перейти к действиям. Подключается к Дзиме, когда происходит попытка взлома со стороны Минору и компании, ответной атакой вызывает второй за историю «Чобитов» системный сбой Юдзуки. Когда выясняет местонахождение Ти, бросается к ней. В аниме некоторое время проводит в прямом подключении к Ти, неким образом приостанавливая запуск предположительно опасной программы. Как в аниме, так и в манге, остановить Ти ей не даёт вмешательство Дзимы.
Сэйю: Юка Токумицу